# Lista de cores

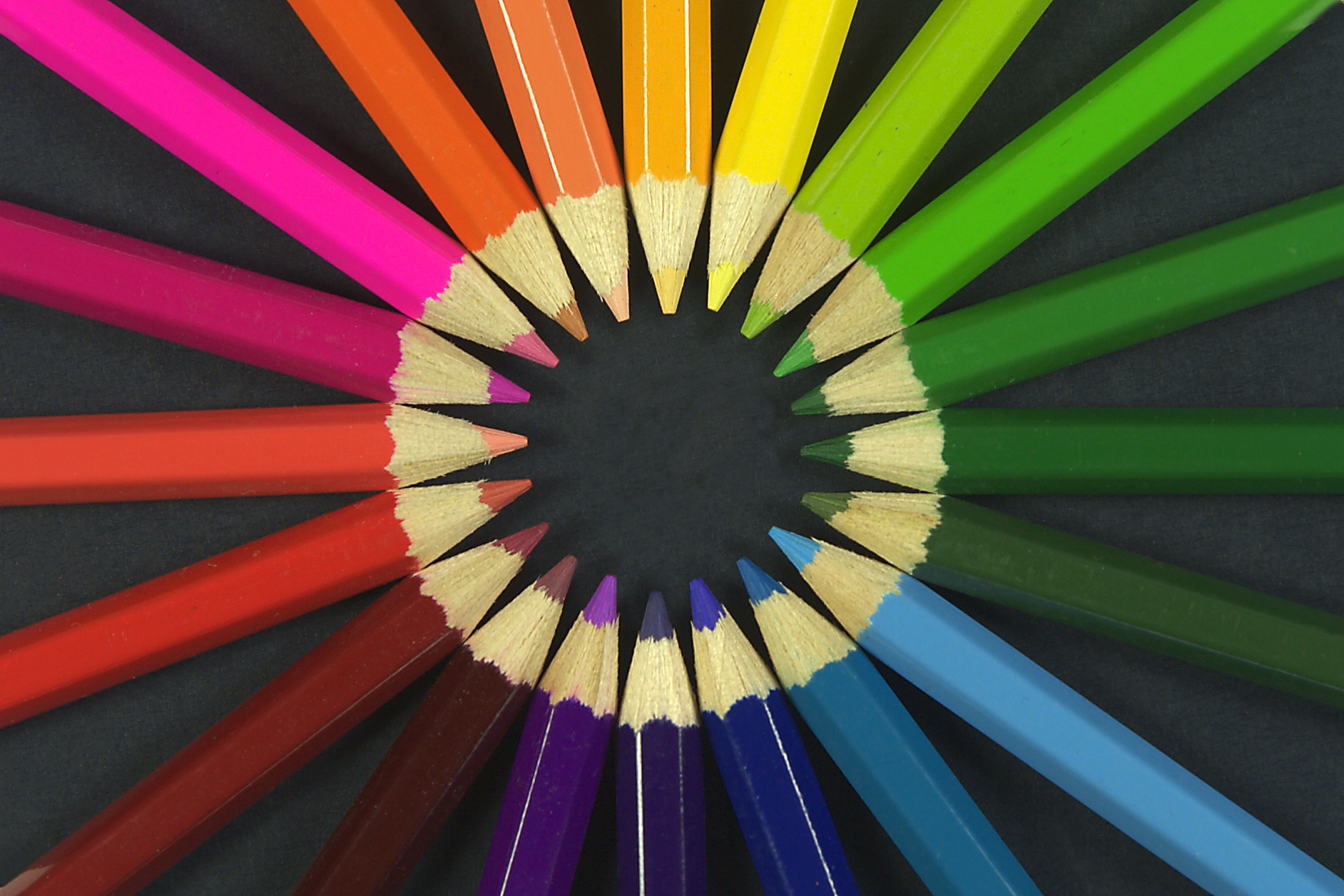
Cor é uma parte importante da arte visual.

A lista parcial seguinte contém diversas cores, totalizando 253 cores, individualmente associadas a seus devidos artigos.

## B
| Nome            | Amostra | Tripleto hex | RGB | RGB | RGB | HSV  | HSV  | HSV  |
| --------------- | ------- | ------------ | --- | --- | --- | ---- | ---- | ---- |
| Bege            |         | #F5F5DC      | 245 | 245 | 220 | 60°  | 10%  | 96%  |
| Bordô           |         | #800000      | 128 | 0   | 0   | 0°   | 100% | 50%  |
| Borgonha        |         | #900020      | 144 | 0   | 32  | 347° | 100% | 56%  |
| Branco          |         | #FFFFFF      | 255 | 255 | 255 | 0°   | 0%   | 100% |
| Branco antigo   |         | #FAEBD7      | 250 | 235 | 215 | 34°  | 14%  | 98%  |
| Branco fantasma |         | #F8F8FF      | 248 | 248 | 255 | 240° | 3%   | 100% |
| Branco floral   |         | #FFFAF0      | 255 | 250 | 240 | 40°  | 6%   | 100% |
| Branco fumaça   |         | #F5F5F5      | 245 | 245 | 245 | 0°   | 0%   | 96%  |
| Branco navajo   |         | #FFDEAD      | 255 | 222 | 173 | 36°  | 32%  | 100% |
| Brasil          |         | #A7F432      | 65  | 96  | 20  | 84°  | 90%  | 58%  |
| Bronze          |         | #CD7F32      | 205 | 127 | 50  | 30°  | 76%  | 80%  |

## C
| Nome                 | Amostra | Tripleto hex | RGB | RGB | RGB | HSV  | HSV  | HSV  |
| -------------------- | ------- | ------------ | --- | --- | --- | ---- | ---- | ---- |
| Caqui                |         | #F0E68C      | 240 | 230 | 140 | 54°  | 42%  | 94%  |
| Caqui escuro         |         | #BDB76B      | 189 | 183 | 107 | 56°  | 43%  | 74%  |
| Caramelo             |         | #8B5742      | 139 | 87  | 66  | 17°  | 53%  | 55%  |
| Cardo                |         | #D8BFD8      | 216 | 191 | 216 | 300° | 12%  | 85%  |
| Carmesim             |         | #DC143C      | 220 | 20  | 60  | 348° | 91%  | 86%  |
| Carmim               |         | #712F26      | 113 | 47  | 38  | 7°   | 66%  | 190% |
| Carmim clássico      |         | #992244      | 160 | 50  | 80  | 140° | 100% | 90%  |
| Carmim carnáceo      |         | #960018      | 150 | 0   | 24  | 350° | 100% | 59%  |
| Castanho-avermelhado |         | #8B0000      | 138 | 0   | 0   | 0°   | 240% | 44%  |
| Castanho claro       |         | #D2B48C      | 210 | 180 | 140 | 34°  | 33%  | 82%  |
| Cenoura              |         | #ED9121      | 237 | 145 | 33  | 33°  | 86%  | 93%  |
| Cereja               |         | #DE3163      | 222 | 49  | 99  | 343° | 78%  | 87%  |
| Cereja Hollywood     |         | #F400A1      | 244 | 0   | 161 | 320° | 100% | 96%  |
| Chocolate            |         | #D2691E      | 210 | 105 | 30  | 25°  | 86%  | 82%  |
| Ciano                |         | #00FFFF      | 0   | 255 | 255 | 180° | 100% | 100% |
| Ciano claro          |         | #E0FFFF      | 224 | 255 | 255 | 180° | 12%  | 100% |
| Ciano-escuro         |         | #008B8B      | 0   | 139 | 139 | 180° | 100% | 55%  |
| Cinza                |         | #808080      | 128 | 128 | 128 | 0°   | 0%   | 50%  |
| Cinza-ardósia        |         | #708090      | 112 | 128 | 144 | 210° | 22%  | 56%  |
| Cinza-ardósia-claro  |         | #778899      | 119 | 136 | 153 | 210° | 22%  | 60%  |
| Cinza ardósia escuro |         | #2F4F4F      | 47  | 79  | 79  | 180° | 41%  | 31%  |
| Cinza-médio          |         | #D3D3D3      | 211 | 211 | 211 | 0°   | 0%   | 82%  |
| Cinza-escuro         |         | #A9A9A9      | 169 | 169 | 169 | 0°   | 0%   | 66%  |
| Cinza-fosco          |         | #696969      | 105 | 105 | 105 | 0°   | 0%   | 41%  |
| Cinza-claro          |         | #DCDCDC      | 220 | 220 | 220 | 0°   | 0%   | 86%  |
| Cinzento             |         | #808080      | 128 | 128 | 128 | 0°   | 0%   | 50%  |
| Cobre                |         | #B87333      | 184 | 115 | 51  | 29°  | 72%  | 72%  |
| Concha               |         | #FFF5EE      | 255 | 245 | 238 | 25°  | 7%   | 100% |
| Coral                |         | #FF7F50      | 255 | 127 | 80  | 16°  | 69%  | 100% |
| Coral claro          |         | #F08080      | 240 | 128 | 128 | 0°   | 47%  | 94%  |
| Couro                |         | #F0DC82      | 240 | 220 | 130 | 49°  | 46%  | 94%  |
| Creme                |         | #FFFDD0      | 255 | 253 | 208 | 57°  | 18%  | 100% |
| Creme de marisco     |         | #FFE4C4      | 255 | 228 | 196 | 33°  | 23%  | 100% |
| Creme de menta       |         | #F5FFFA      | 245 | 255 | 250 | 150° | 4%   | 100% |

## D
| Nome           | Amostra | Tripleto hex | RGB | RGB | RGB | HSV  | HSV | HSV |
| -------------- | ------- | ------------ | --- | --- | --- | ---- | --- | --- |
| Dainise        |         | #778899      | 119 | 136 | 153 | 210° | 22% | 60% |
| Dourado        |         | #DAA520      | 218 | 165 | 32  | 43°  | 85% | 85% |
| Dourado escuro |         | #B8860B      | 184 | 134 | 11  | 43°  | 94% | 72% |
| Dourado pálido |         | #EEE8AA      | 238 | 232 | 170 | 55°  | 29% | 93% |

## E
| Nome      | Amostra | Tripleto hex | RGB | RGB | RGB | HSV  | HSV  | HSV  |
| --------- | ------- | ------------ | --- | --- | --- | ---- | ---- | ---- |
| Ébano     |         | #555D50      | 33  | 36  | 31  | 8°   | 97%  | 8%   |
| Eminência |         | #6C3082      | 42  | 19  | 51  | 284° | 46%  | 35%  |
| Encarnado |         | #FF0000      | 255 | 0   | 0   | 0°   | 100% | 100% |
| Escarlate |         | #FF2400      | 255 | 36  | 0   | 8°   | 100% | 100% |
| Esmeralda |         | #50C878      | 80  | 200 | 120 | 140° | 60%  | 78%  |
| Eucalipto |         | #44D7A8      | 27  | 84  | 66  | 161° | 65%  | 55%  |

## F
| Nome      | Amostra | Tripleto hex | RGB | RGB | RGB | HSV  | HSV  | HSV  |
| --------- | ------- | ------------ | --- | --- | --- | ---- | ---- | ---- |
| Fandango  |         | #B53389      | 71  | 20  | 54  | 320° | 56%  | 45%  |
| Feldspato |         | #FDD5B1      | 209 | 146 | 117 | 19°  | 44%  | 82%  |
| Ferrugem  |         | #B7410E      | 183 | 65  | 14  | 18°  | 92%  | 72%  |
| Flerte    |         | #A2006D      | 64  | 0   | 43  | 320° | 100% | 32%  |
| Fuligem   |         | #3D2B1F      | 61  | 43  | 31  | 24°  | 49%  | 24%  |
| Fúcsia    |         | #730348      | 255 | 0   | 255 | 300° | 100% | 100% |

## G
| Nome      | Amostra | Tripleto hex | RGB | RGB | RGB | HSV  | HSV | HSV |
| --------- | ------- | ------------ | --- | --- | --- | ---- | --- | --- |
| Gainsboro |         | #DCDCDC      | 86  | 86  | 86  | 0°   | 0%  | 0%  |
| Glitter   |         | #E6E8FA      | 90  | 91  | 98  | 234° | 67% | 0%  |
| Goiaba    |         | #Be5b59      | 75  | 36  | 35  | 1°   | 53% | 75% |
| Grená     |         | #831D1C      | 131 | 29  | 28  | 1°   | 79% | 51% |
| Gris      |         | #808080      | 128 | 128 | 128 | 0°   | 0%  | 50% |
| Gengibre  |         | #F2E7B5      | 95  | 91  | 71  | 49°  | 25% | 95% |

## H
| Nome        | Amostra | Tripleto hex | RGB | RGB | RGB | HSV  | HSV  | HSV |
| ----------- | ------- | ------------ | --- | --- | --- | ---- | ---- | --- |
| Herbal      |         | #2E8B57      | 46  | 139 | 87  | 146° | 67%  | 55% |
| Heliotrópio |         | #DF73FF      | 87  | 45  | 100 | 286° | 100% | 73% |

## I
| Nome          | Amostra | Tripleto hex | RGB | RGB | RGB | HSV  | HSV  | HSV |
| ------------- | ------- | ------------ | --- | --- | --- | ---- | ---- | --- |
| Índigo        |         | #4B0082      | 75  | 0   | 130 | 275° | 100% | 51% |
| Independência |         | #4C516D      | 30  | 32  | 43  | 231° | 18%  | 36% |
| Íris          |         | #5A4FCF      | 35  | 31  | 81  | 245° | 57%  | 56% |
| Isabelina     |         | #F4F0EC      | 244 | 240 | 236 | 3°   | 3%   | 96% |

## J
| Nome    | Amostra | Tripleto hex | RGB | RGB | RGB | HSV  | HSV  | HSV  |
| ------- | ------- | ------------ | --- | --- | --- | ---- | ---- | ---- |
| Jade    |         | #00A86B      | 0   | 168 | 107 | 158° | 100% | 66%  |
| Jambo   |         | #FF4500      | 255 | 69  | 0   | 16°  | 100% | 100% |
| Jasmine |         | #F8DE7E      | 97  | 87  | 49  | 47°  | 90%  | 73%  |

## K
| Nome    | Amostra | Tripleto hex | RGB | RGB | RGB | HSV  | HSV | HSV |
| ------- | ------- | ------------ | --- | --- | --- | ---- | --- | --- |
| Kiwi    |         | #8EE53F      | 56  | 90  | 25  | 91°  | 76% | 57% |
| Kobi    |         | #E79FC4      | 91  | 62  | 77  | 329° | 60% | 76% |
| Kobicha |         | #6B4423      | 42  | 27  | 14  | 28°  | 51% | 28% |

## L
| Nome                | Amostra | Tripleto hex | RGB | RGB | RGB | HSV  | HSV  | HSV  |
| ------------------- | ------- | ------------ | --- | --- | --- | ---- | ---- | ---- |
| Laranja             |         | #FFA500      | 255 | 165 | 0   | 39°  | 100% | 100% |
| Laranja-escuro      |         | #FF8C00      | 255 | 140 | 0   | 33°  | 100% | 100% |
| Laranja claro       |         | #FFB84D      | 255 | 184 | 77  | 36°  | 70%  | 65%  |
| Lavanda             |         | #E6E6FA      | 230 | 230 | 250 | 240° | 8%   | 98%  |
| Lavanda avermelhada |         | #FFF0F5      | 255 | 240 | 245 | 340° | 6%   | 100% |
| Lilás               |         | #C8A2C8      | 200 | 162 | 200 | 300° | 19%  | 78%  |
| Lima                |         | #00FF00      | 0   | 255 | 0   | 120° | 100% | 100% |
| Lemon               |         | #FDE910      | 253 | 233 | 16  | 55°  | 94%  | 99%  |
| Linho               |         | #FAF0E6      | 250 | 240 | 230 | 30°  | 8%   | 98%  |

## M
| Nome             | Amostra | Tripleto hex | RGB | RGB | RGB | HSV  | HSV  | HSV  |
| ---------------- | ------- | ------------ | --- | --- | --- | ---- | ---- | ---- |
| Madeira          |         | #DEB887      | 222 | 184 | 135 | 34°  | 39%  | 87%  |
| Magenta          |         | #FF00FF      | 255 | 0   | 255 | 300° | 100% | 100% |
| Magenta escuro   |         | #7a387a      | 139 | 0   | 139 | 300° | 100% | 55%  |
| Malva            |         | #E0B0FF      | 224 | 176 | 255 | 276° | 31%  | 100% |
| Mamão batido     |         | #FFEFD5      | 255 | 239 | 213 | 37°  | 16%  | 100% |
| Maná             |         | #F0FFF0      | 240 | 255 | 240 | 120° | 6%   | 100% |
| Marfim           |         | #FFFFF0      | 255 | 255 | 240 | 60°  | 6%   | 100% |
| Marrom           |         | #964b00      | 150 | 75  | 0   | 30°  | 100% | 59%  |
| Marrom amarelado |         | #F4A361      | 244 | 164 | 96  | 28°  | 61%  | 96%  |
| Marrom claro     |         | #946746      | 165 | 42  | 42  | 0°   | 75%  | 65%  |
| Marrom rosado    |         | #BC8F8F      | 188 | 143 | 143 | 0°   | 24%  | 74%  |
| Marrom sela      |         | #8B4513      | 139 | 69  | 19  | 25°  | 86%  | 55%  |
| Milho            |         | #FBEC5D      | 251 | 236 | 93  | 54°  | 63%  | 98%  |
| Milho claro      |         | #FFF8DC      | 255 | 248 | 220 | 48°  | 14%  | 100% |
| Mocassim         |         | #FFE4B5      | 255 | 228 | 181 | 38°  | 29%  | 100% |
| Mostarda         |         | #FFDB58      | 255 | 219 | 88  | 47°  | 65%  | 100% |

## N
| Nome   | Amostra | Tripleto hex | RGB | RGB | RGB | HSV  | HSV  | HSV  |
| ------ | ------- | ------------ | --- | --- | --- | ---- | ---- | ---- |
| Naval  |         | #000080      | 0   | 0   | 128 | 240° | 100% | 50%  |
| Neve   |         | #FFFAFA      | 255 | 250 | 250 | 0°   | 2%   | 100% |
| Nyanza |         | #E9FFDB      | 91  | 100 | 86  | 97°  | 100% | 93%  |

## O
| Nome            | Amostra | Tripleto hex | RGB | RGB | RGB | HSV  | HSV  | HSV  |
| --------------- | ------- | ------------ | --- | --- | --- | ---- | ---- | ---- |
| Ocre            |         | #CC7722      | 204 | 119 | 34  | 30°  | 83%  | 80%  |
| Oliva           |         | #808000      | 128 | 128 | 0   | 60°  | 100% | 50%  |
| Oliva escura    |         | #556B2F      | 85  | 107 | 47  | 82°  | 56%  | 42%  |
| Oliva parda     |         | #6B8E23      | 107 | 142 | 35  | 80°  | 75%  | 56%  |
| Orquídea        |         | #DA70D6      | 218 | 112 | 214 | 302° | 49%  | 85%  |
| Orquídea escura |         | #9932CC      | 153 | 50  | 204 | 280° | 75%  | 80%  |
| Orquídea média  |         | #BA55D3      | 186 | 85  | 211 | 288° | 60%  | 83%  |
| Ouro            |         | #FFD700      | 255 | 215 | 0   | 51°  | 100% | 100% |

## P
| Nome          | Amostra | Tripleto hex | RGB | RGB | RGB | HSV  | HSV  | HSV  |
| ------------- | ------- | ------------ | --- | --- | --- | ---- | ---- | ---- |
| Pardo         |         | #CD853F      | 205 | 133 | 63  | 30°  | 69%  | 80%  |
| Pardo escuro  |         | #CC6600      | 204 | 102 | 0   | 30°  | 100% | 80%  |
| Prata         |         | #C0C0C0      | 192 | 192 | 192 | 0°   | 0%   | 75%  |
| Preto         |         | #000000      | 0   | 0   | 0   | 0°   | 0%   | 0%   |
| Pêssego       |         | #FFDAB9      | 255 | 218 | 185 | 28°  | 27%  | 100% |
| Púrpura       |         | #800080      | 128 | 0   | 128 | 300° | 100% | 50%  |
| Púrpura média |         | #9370DB      | 147 | 112 | 219 | 260° | 49%  | 86%  |

## Q
| Nome         | Amostra | Tripleto hex | RGB | RGB | RGB | HSV  | HSV | HSV |
| ------------ | ------- | ------------ | --- | --- | --- | ---- | --- | --- |
| Quantum      |         | #111111      | 17  | 17  | 17  | 0°   | 0%  | 6%  |
| Quartz       |         | #51484F      | 32  | 28  | 31  | 313° | 6%  | 30% |
| Quartzo rosa |         | #B5818B      | 181 | 129 | 139 | 348° | 29% | 71% |

## R
| Nome           | Amostra | Tripleto hex | RGB | RGB | RGB | HSV  | HSV  | HSV  |
| -------------- | ------- | ------------ | --- | --- | --- | ---- | ---- | ---- |
| Renda antiga   |         | #FDF5E6      | 253 | 245 | 230 | 39°  | 9%   | 99%  |
| Rosa           |         | #FFCBDB      | 255 | 203 | 219 | 342° | 20%  | 100% |
| Rosa amoroso   |         | #CD69CD      | 240 | 130 | 210 | 300° | 97%  | 120% |
| Rosa bebê      |         | #FFB7CE      | 255 | 183 | 206 | 341° | 28%  | 100% |
| Rosa brilhante |         | #FF007F      | 255 | 0   | 127 | 330° | 100% | 100% |
| Rosa-choque    |         | #FC0FC0      | 252 | 15  | 192 | 315° | 94%  | 99%  |
| Rosa claro     |         | #FFB6C1      | 255 | 182 | 193 | 351° | 29%  | 100% |
| Rosa danação   |         | #DA69A1      | 218 | 105 | 161 | 330° | 52%  | 85%  |
| Rosa embaçado  |         | #FFE4E1      | 255 | 228 | 225 | 6°   | 12%  | 100% |
| Rosa forte     |         | #FF69B4      | 255 | 105 | 180 | 330° | 59%  | 100% |
| Rosa profundo  |         | #FF1493      | 255 | 20  | 147 | 328° | 92%  | 100% |
| Rosa quartzo   |         | #B5818B      | 181 | 129 | 139 | 348° | 29%  | 71%  |
| Rosacéo        |         | #FFCBDB      | 255 | 203 | 219 | 342° | 20%  | 100% |
| Rosado         |         | #FFCBDB      | 255 | 203 | 219 | 342° | 20%  | 100% |
| Roxo           |         | #993399      | 153 | 51  | 153 | 300° | 67%  | 60%  |
| Roxo brasilis  |         | #8A008A      | 200 | 25  | 180 | 330° | 75%  | 200% |
| Rubro          |         | #FF0000      | 255 | 0   | 0   | 0°   | 100% | 100% |
| Rútilo         |         | #6D351A      | 109 | 53  | 26  | 20°  | 76%  | 43%  |

## S
| Nome          | Amostra | Tripleto hex | RGB | RGB | RGB | HSV | HSV | HSV  |
| ------------- | ------- | ------------ | --- | --- | --- | --- | --- | ---- |
| Salmão        |         | #FA7F72      | 250 | 127 | 114 | 6°  | 54% | 98%  |
| Salmão claro  |         | #FFA07A      | 255 | 160 | 122 | 17° | 52% | 100% |
| Salmão escuro |         | #E9967A      | 233 | 150 | 122 | 15° | 48% | 91%  |
| Salsa         |         | #9D5450      | 157 | 84  | 80  | 3°  | 49% | 62%  |
| Sépia         |         | #705714      | 112 | 87  | 20  | 44° | 82% | 44%  |
| Siena         |         | #FF8247      | 255 | 130 | 71  | 19° | 72% | 100% |

## T
| Nome              | Amostra | Tripleto hex | RGB | RGB | RGB | HSV  | HSV  | HSV  |
| ----------------- | ------- | ------------ | --- | --- | --- | ---- | ---- | ---- |
| Tangerina         |         | #F28500      | 95  | 52  | 0   | 33°  | 100% | 50%  |
| Terracota         |         | #E2725B      | 226 | 114 | 91  | 10°  | 60%  | 89%  |
| Tijolo refratário |         | #B22222      | 178 | 34  | 34  | 0°   | 81%  | 70%  |
| Tomate            |         | #FF6347      | 255 | 99  | 71  | 9°   | 72%  | 100% |
| Trigo             |         | #F5DEB3      | 245 | 222 | 179 | 39°  | 27%  | 96%  |
| Triássico         |         | #FF2401      | 255 | 36  | 1   | 8°   | 100% | 100% |
| Turquesa          |         | #40E0D0      | 64  | 224 | 208 | 174° | 71%  | 88%  |
| Turquesa escura   |         | #00CED1      | 0   | 206 | 209 | 181° | 100% | 82%  |
| Turquesa média    |         | #48D1CC      | 72  | 209 | 204 | 178° | 66%  | 82%  |
| Turquesa pálida   |         | #AFEEEE      | 175 | 238 | 238 | 180° | 26%  | 93%  |

## U
| Nome   | Amostra | Tripleto hex | RGB | RGB | RGB | HSV  | HSV  | HSV |
| ------ | ------- | ------------ | --- | --- | --- | ---- | ---- | --- |
| Ube    |         | #8878C3      | 53  | 47  | 76  | 253° | 39%  | 62% |
| Urucum |         | #EC2300      | 236 | 35  | 0   | 9°   | 100% | 93% |
| Uva    |         | #421C52      | 66  | 28  | 82  | 282° | 66%  | 32% |

## V
| Nome                    | Amostra | Tripleto hex | RGB | RGB | RGB | HSV  | HSV  | HSV  |
| ----------------------- | ------- | ------------ | --- | --- | --- | ---- | ---- | ---- |
| Verde                   |         | #008000      | 0   | 128 | 0   | 120° | 100% | 50%  |
| Verde espectro          |         | #00FF00      | 0   | 255 | 0   | 120° | 100% | 100% |
| Verde-Água              |         | #18FFDD      | 24  | 255 | 221 | 80°  | 76%  | 80%  |
| Verde claro             |         | #90EE90      | 144 | 238 | 144 | 120° | 39%  | 93%  |
| Verde-escuro            |         | #006400      | 0   | 100 | 0   | 120° | 100% | 39%  |
| Verde-floresta          |         | #228B22      | 34  | 139 | 34  | 120° | 76%  | 55%  |
| Verde fluorescente      |         | #CCFF33      | 204 | 255 | 51  | 75°  | 80%  | 100% |
| Verde lima              |         | #32CD32      | 50  | 205 | l50 | 120° | 76%  | 80%  |
| Verde grama             |         | #7CFC00      | 124 | 252 | 0   | 90°  | 100% | 99%  |
| Verde mar claro         |         | #20B2AA      | 32  | 178 | 170 | 177° | 82%  | 70%  |
| Verde mar escuro        |         | #8FBC8F      | 143 | 188 | 143 | 120° | 24%  | 74%  |
| Verde mar médio         |         | #3CB371      | 60  | 179 | 113 | 147° | 66%  | 70%  |
| Verde militar           |         | #78866B      | 120 | 134 | 107 | 91°  | 20%  | 53%  |
| Verde-oliva             |         | #6B8E23      | 107 | 142 | 35  | 60°  | 100% | 50%  |
| Verde Paris             |         | #7FFF00      | 127 | 255 | 0   | 90°  | 100% | 100% |
| Verde-primavera         |         | #00FF7F      | 0   | 255 | 127 | 150° | 100% | 100% |
| Verde primavera médio   |         | #00FA9A      | 0   | 250 | 154 | 157° | 100% | 98%  |
| Verde pastel            |         | #98FB98      | 152 | 251 | 152 | 120° | 39%  | 98%  |
| Verde-azulado           |         | #008080      | 0   | 128 | 128 | 180° | 100% | 50%  |
| Verde-Menta             |         | #7DFDC0      | 129 | 255 | 194 | 151° | 97%  | 74%  |
| Vermelho                |         | #FF0000      | 255 | 0   | 0   | 0°   | 100% | 100% |
| Vermelho enegrecido     |         | #550000      | 85  | 0   | 0   | 0°   | 100% | 34%  |
| Vermelho escuro         |         | #8B0000      | 139 | 0   | 0   | 0°   | 100% | 55%  |
| Vermelho indiano        |         | #CD5C5C      | 205 | 92  | 92  | 0°   | 55%  | 80%  |
| Vermelho arroxeado      |         | #BE0040      | 190 | 0   | 64  | 340° | 100% | 37%  |
| Vermelho violeta        |         | #D02090      | 208 | 32  | 144 | 322° | 85%  | 82%  |
| Vermelho violeta médio  |         | #C71585      | 199 | 21  | 133 | 322° | 89%  | 78%  |
| Vermelho violeta pálido |         | #DB7093      | 219 | 112 | 147 | 340° | 49%  | 86%  |
| Violeta                 |         | #EE82EE      | 238 | 130 | 238 | 300° | 45%  | 93%  |
| Violeta escuro          |         | #9400D3      | 148 | 0   | 211 | 282° | 100% | 83%  |
| Violeta claro           |         | #F8CBF8      | 248 | 203 | 248 | 200° | 183% | 212% |

## X
| Nome   | Amostra | Tripleto hex | RGB | RGB | RGB | HSV  | HSV | HSV |
| ------ | ------- | ------------ | --- | --- | --- | ---- | --- | --- |
| Xanadu |         | #738678      | 115 | 134 | 120 | 136° | 14% | 53% |

## Z
| Nome   | Amostra | Tripleto hex | RGB | RGB | RGB | HSV  | HSV  | HSV |
| ------ | ------- | ------------ | --- | --- | --- | ---- | ---- | --- |
| Zaffre |         | #0014A8      | 0   | 8   | 66  | 233° | 100% | 33% |

## Cores por tonalidade

### Branco
O branco é uma combinação equilibrada de todas as cores do espectro de luz visível, ou de um par de cores complementares, ou de três ou mais cores, como cores primárias aditivas. É uma cor  neutra ou acromático (incolor), como preto e cinza.

### Preto
Preto é a cor mais escura, é o resultado da ausência ou completa absorção da luz. Como branco e cinza, é uma cor acromática e literalmente é uma cor sem matiz.

### Magenta
Magenta  é definido variadamente como uma cor vermelha-arroxeada, roxa-avermelhada, ou malva– carmesim. No círculo cromático do RGB e CMYK, está localizado a meio caminho entre vermelho e azul, oposto ao verde. Complementos da magenta são evocados pela luz, tendo uma espectro dominado pela energia com um comprimento de onda de aproximadamente de 500–530 625-750 nm. É considerado como uma das cores primárias subtrativas.

### Rosa
Rosa é uma matiz do vermelho que é criada adicionando um pouco de branco.

### Vermelho
O vermelho é qualquer um de um número de cores semelhantes evocadas pela luz, consistindo predominantemente como um dos comprimentos de onda mais longos discerníveis pelo olho humano, numa faixa de aproximadamente de 625-750 nm. É considerado como uma das cores primárias aditiva.

### Laranja
Laranja é cor visível no espectro entre vermelho e amarelo com um comprimento de onda aproximadamente de 585-620 nm. No HSV tem o um matiz em torno de 30º.

### Marrom
As cores marrons são tons escuros de vermelho, laranja e amarelo.

### Amarelo
Amarelo é a cor da luz com um comprimento de onda predominantemente na faixa de aproximadamente 570-580 nm. No HSV tem um matiz em torno de 60º. É considerada uma das cores primárias subtrativa.

### Cinza
Cores cinzas são cores acromáticas entre branco e preto.

### Verde
Verde é uma cor que a percepção é evocada pela luz,  tendo um espectro dominado pela energia com um comprimento de onda de aproximadamente 520–570 nm. É considerado uma das cores primárias aditiva.

### Ciano
Ciano é qualquer cor na faixa do azul ao verde do espectro visível. É considerada uma das cores primárias subtrativas.

### Azul
Azul é uma cor que a percepção é evocada pela luz, tendo um espectro dominado pela energia com um comprimento de onda de aproximadamente 440–490 nm. É considerada uma das cores primárias aditivas.

### Violeta
Violeta é uma cor que a percepção é evocada pela luz, tendo um espectro dominado pela energia com um comprimento de onda de aproximadamente 380-450 nm. Também pode remeter a tons de azul e roxo.

## Tripleto hexadecimal (Web colors)
Estas são as cores utilizadas pelo designers gráficos de computador para a página de web design. Estas cores são exibidas nos monitores dos computadores.

## Paletas de cores
- CSS 2.1
- HTML4
- SVG 1.0
- X11
- Lista de cores